# Eruguera de les Samoa
L'eruguera de les Samoa (Lalage sharpei) és una espècie d'ocell de la família dels campefàgids (Campephagidae). Habita els boscos espesos de les muntanyes de les illes de Savaii i Upolu, a l'oest de Samoa.